# 巴吉特布爾烏帕齊拉
巴吉特布爾乌帕齐拉是孟加拉国吉紹爾甘傑縣的一个乌帕齐拉，位於達卡专区的吉紹爾甘傑縣。。

## 人口
據1991年孟加拉國人口普查，巴吉特布爾共有戶數35,051戶，人口197081人。其中男性佔比50.49%，女性佔比49.51%；成年人口91,866人。該地7歲以上人口之平均識字率為22.1%，低於全國平均值（32.4%）。